# Едмілсон
Едмілсон (порт. Edmílson, нар. 10 липня 1976, Такварітінга, штат Сан-Паулу) — колишній бразильський футболіст, центральний захисник та опорний півзахисник.
Виступав за національну збірну Бразилії, у складі якої став чемпіоном світу у 2002 році.

## Клубна кар'єра
У дорослому футболі дебютував 1994 року виступами за «Сан-Паулу», в якому провів шість сезонів, взявши участь у 72 матчах чемпіонату. Виграв з командою титул чемпіона штату Сан-Паулу у 1998 і 2000 роках, Кубок КОНМЕБОЛ в 1994 році і наступного року кубок Рекопи Південної Америки.
Своєю грою за цю команду привернув увагу представників тренерського штабу клубу «Олімпік» (Ліон), до складу якого приєднався влітку 2000 року. У першому сезоні Едмілсон з клубом виграв Кубок ліги. У міжсезоння 2001 року в «Ліон» прийшов Жунінью Пернамбукану і в центрі поля утворилася бразильська зв'язка Едмілсон-Жунінью. Саме разом з ними французький клуб виграв три титули чемпіона Франції поспіль (2001/02, 2002/03, 2003/04), а також два суперкубка країни.

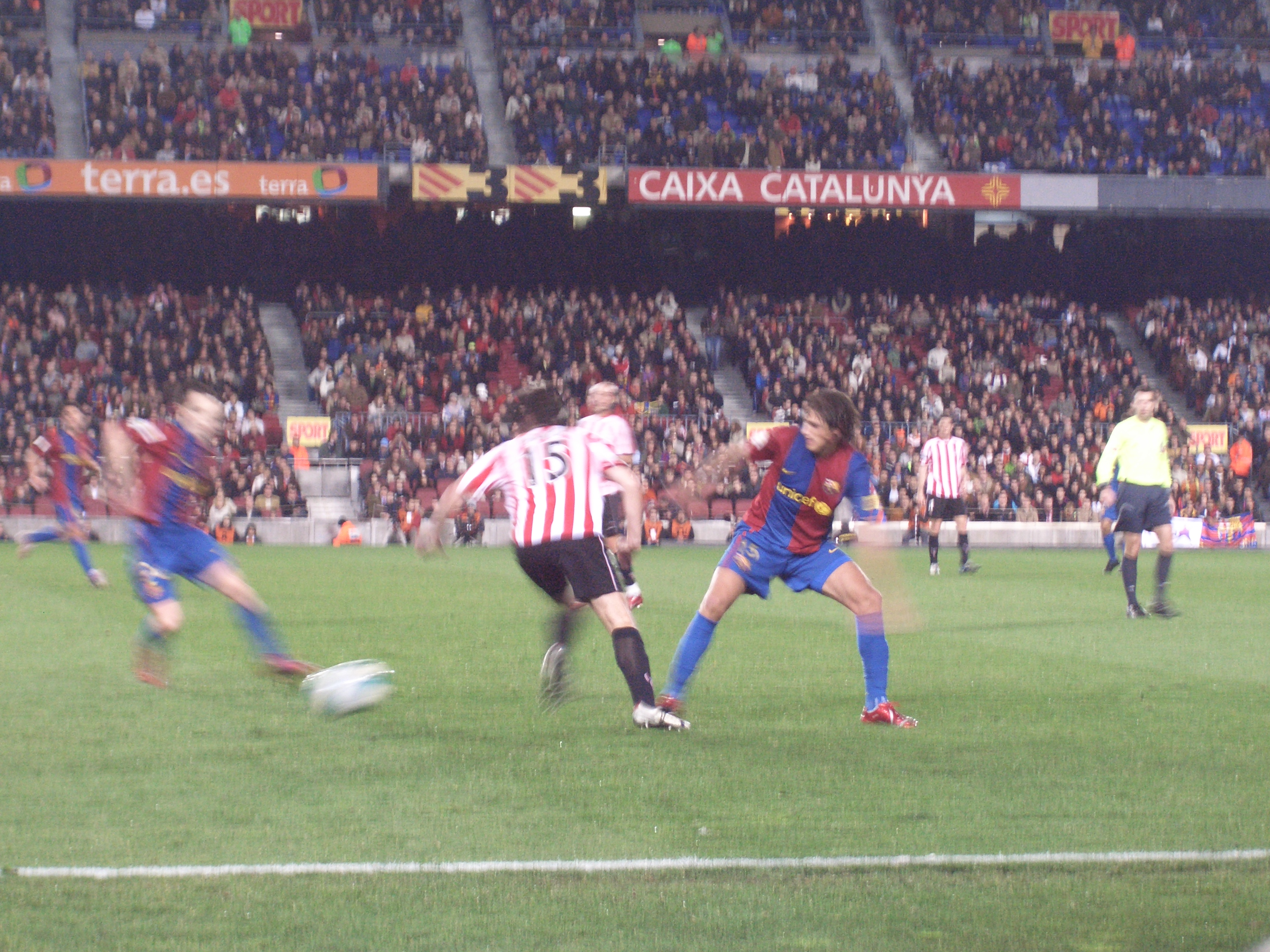
Едмілсон (праворуч) у складі «Барселони» в матчі з «Атлетіком Більбао» проти Андоні Іраоли. 25 лютого 2007 року.

На початку липня 2004 року Едмілсон підписав контракт з іспанською «Барселоною», яка заплатила за гравця 10 мільйонів євро. Дебютував в чемпіонаті Іспанії 19 вересня в гостьовому матчі проти «Атлетіко Мадрид» (1:1), і в сезоні зіграв лише шість матчів у лізі, а каталонці виграли національний чемпіонат. 3 жовтня під час домашнього матчу проти «Нумансії», після того, як вийшовши на заміну замість Самюеля Ето'о, через шість хвилин йому самому потрібна була заміна у зв'язку з неприємною травмою.
Едмілсон повністю відновився від травми лише перед сезоном 2005/06, зіфгравши у виграному двобої на Суперкубок Іспанії проти «Реал Бетіса» (3:0, 1:2). В тому сезоні гравець зіграв важливу роль в команді Франка Райкарда, граючи як в центрі оборони, так і на позиції опорного півзахисника, і допоміг клубу виграти чемпіонат Іспанії та Лігу чемпіонів, зігравши в тому числі і у першій половині фінального матчу з лондонським «Арсеналом».
Після провального сезону 2007/08, як для «Барселони», так і для гравця, тридцятидворічний Едмілсон покинув каталонський клуб, так як його контракт не був продовжений.
23 травня 2008 року Едмілсон підписав контракт терміном на один рік з іспанським «Вільярреалом». Проте після всього лише декількох місяців він повернувся на батьківщину, приєднавшись до «Палмейраса» і забив свій перший гол в матчі Кубка Лібертадорес проти болівійського клубу «Реал Потосі» 29 січня 2009 року, всього через вісім днів після його прибуття до команди.
Після того, як Едмілсон опинився поза заявкою на чемпіонаті штату Сан-Паулу в 2010 році, Едмілсон розірвав контракт з «Палмейрасом» і 31 січня повернувся в Іспанію, підписавши п'ятимісячний контракт з «Реалом Сарагосом». Він регулярно з'являвся на полі протягом решти сезону і допоміг арагонській команді зберегти прописку в еліті, після чого його контракт бути продовжений ще на один рік. 12 вересня 2010 року Едмілсон забив свій перший гол за «Сарагосу» в матчі проти Малаги (3:5). У червні 2011 року, після того, як за сезон він зіграв тільки 12 матчів в чемпіонаті, але нову допоміг команді уникнути вильоту до Сегунди, він повернувся в свою країну.
До складу клубу «Сеара» приєднався у червні 2011 року і до кінця року встиг відіграти за команду 11 матчів в національному чемпіонаті, після чого завершив ігрову кар'єру.

## Виступи за збірну

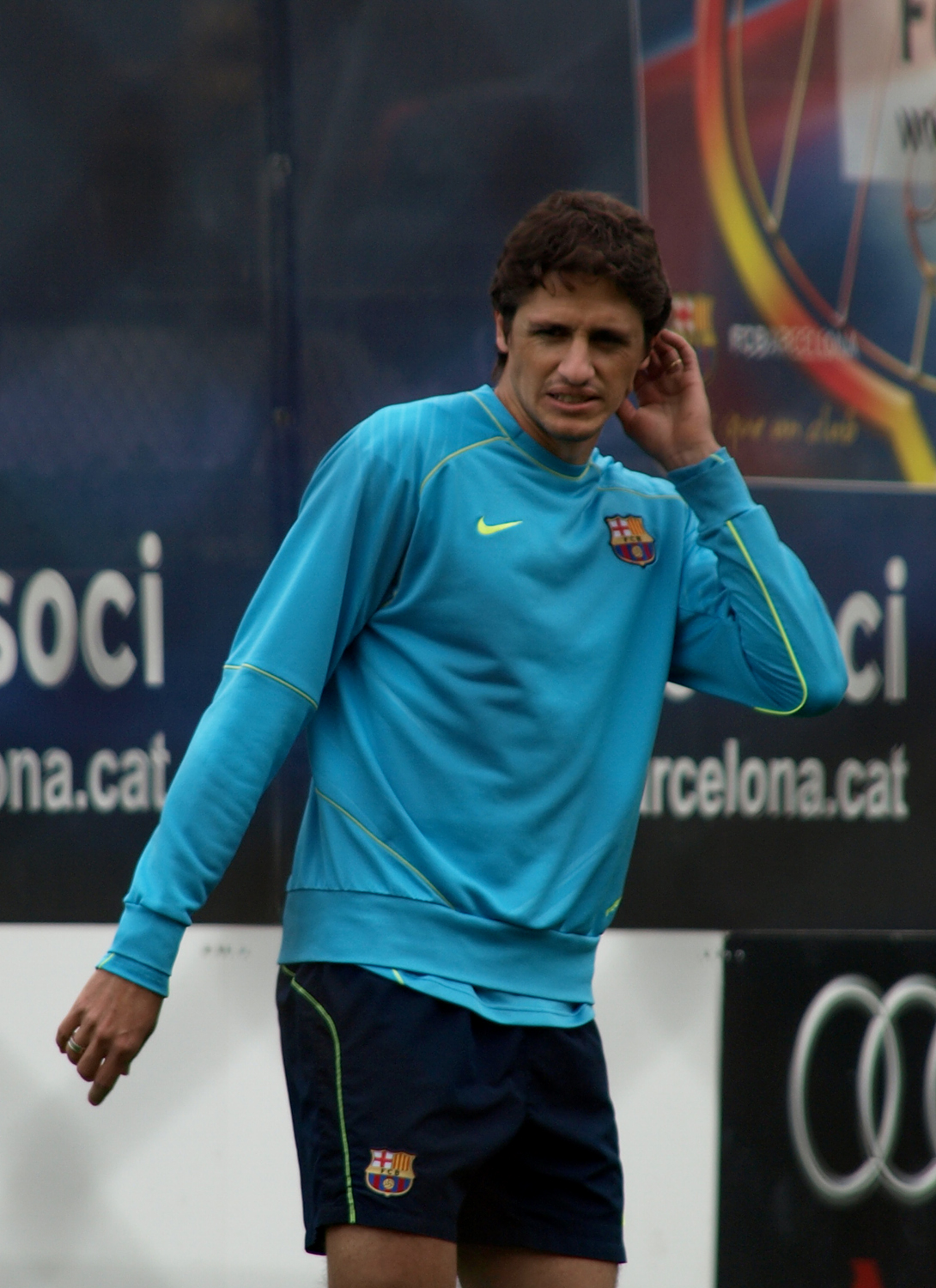
Едмілсон під час виступів за «Барселону». 7 березня 2008 року.

18 липня 2000 року дебютував в офіційних матчах у складі національної збірної Бразилії у грі проти збірної Парагваю.
У складі збірної був учасником розіграшу Кубка Конфедерацій 2001 року в Японії і Південній Кореї та чемпіонату світу 2002 року в Японії і Південній Кореї, здобувши того року титул чемпіона світу. На «мундіалі» Едмілсон зіграв у шести з семи матчів і забив свій перший і єдиний гол за збірну. Це сталося у матчі групового етапу проти збірної Коста-Рики (5:2). 
Через чотири роки Едмілсон знову був включений в заявку на чемпіонат світу в Німеччині, але змушений був поступитись місцем на турнірі Жілберту Сілві через травму коліна, яку він отримав на тренуванні незадовго до чемпіонату.
Протягом кар'єри у національній команді, яка тривала 8 років, провів у формі головної команди країни 40 матчів, забивши 1 гол.

## Статистика

### Збірна
| Збірна Бразилії | Збірна Бразилії | Збірна Бразилії |
| Роки            | Ігри            | Голи            |
| --------------- | --------------- | --------------- |
| 2000            | 2               | 0               |
| 2001            | 10              | 0               |
| 2002            | 10              | 1               |
| 2003            | 3               | 0               |
| 2004            | 7               | 0               |
| 2005            | 1               | 0               |
| 2006            | 4               | 0               |
| 2007            | 3               | 0               |
| Всього          | 40              | 1               |

## Титули і досягнення

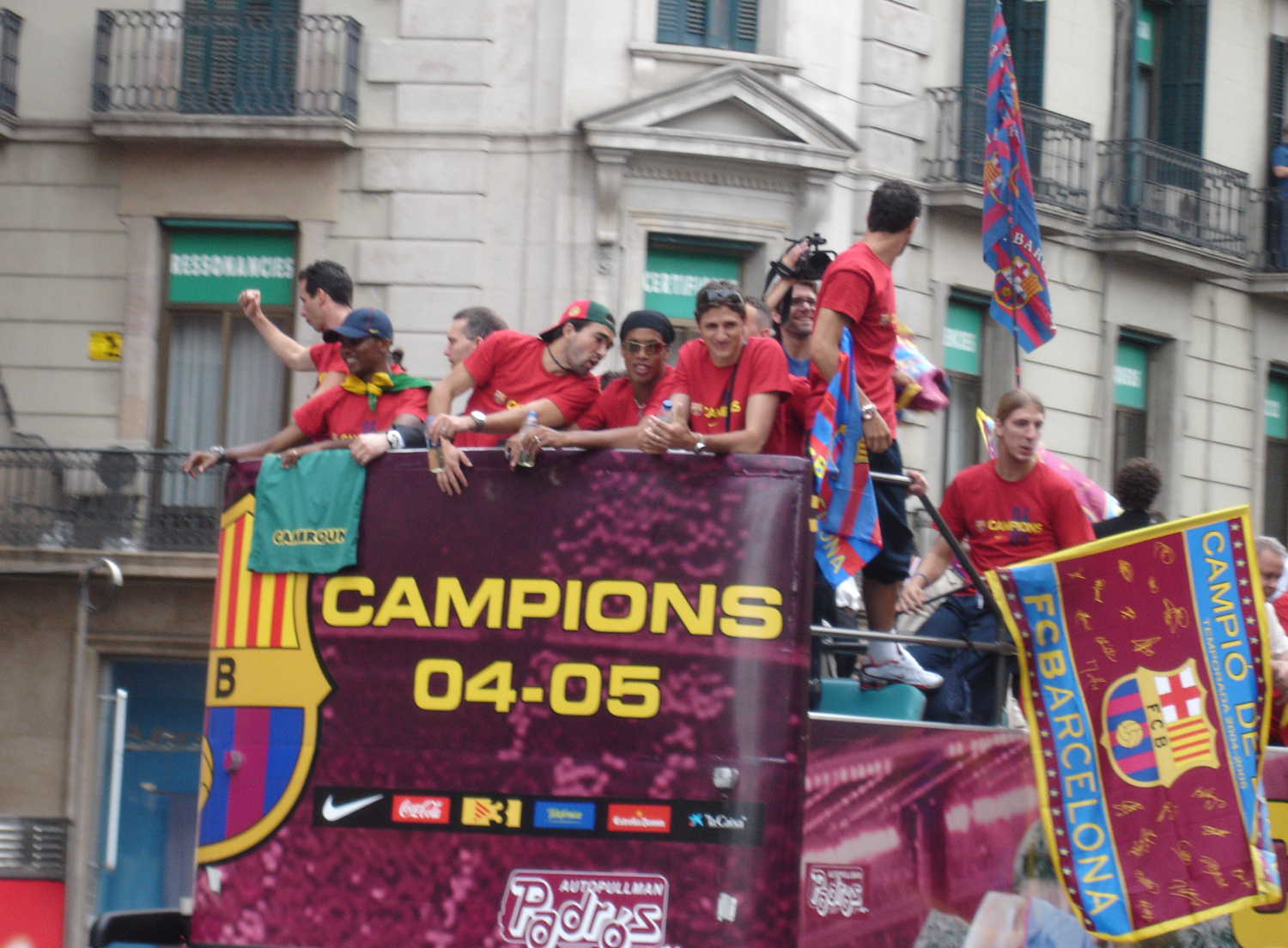
Едмілсон (третій справа) разом з партнерами святкує перемогу у чемпіонаті Іспанії сезону 2004-05

| - Володар Кубка КОНМЕБОЛ (1): «Сан-Паулу»: 1994 - Володар Кубка володарів кубка КОНМЕБОЛ (1): «Сан-Паулу»: 1996 - Переможець Рекопи Південної Америки (1): «Сан-Паулу»: 1996 - Переможець Ліги Пауліста (2): «Сан-Паулу»: 1998, 2000 - Чемпіон світу (1): Бразилія: 2002 | - Володар Кубка французької ліги (1): «Олімпік» (Ліон): 2000-01 - Чемпіон Франції (3): «Олімпік» (Ліон): 2001-02, 2002-03, 2003-04 - Володар Суперкубка Франції (2): «Олімпік» (Ліон): 2002, 2003 - Чемпіон Іспанії (2): «Барселона»: 2004-05, 2005-06 - Володар Суперкубка Іспанії (2): «Барселона»: 2005, 2006 - Переможець Ліги чемпіонів УЄФА (1): «Барселона»: 2005-06 |  |